# Serafina Astafieva
Pour les articles homonymes, voir Astafiev.

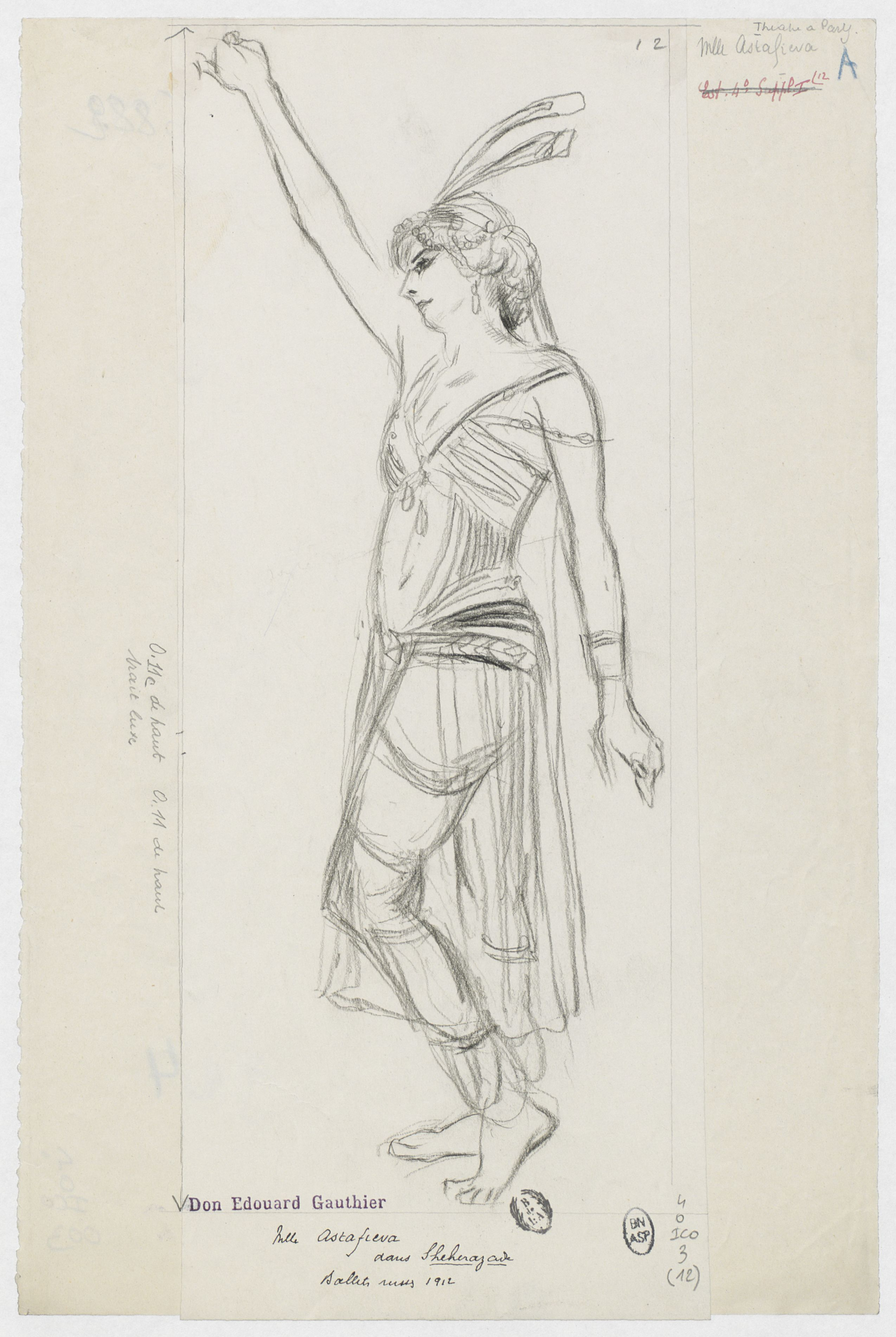
Melle Astafieva dans Shéhérazade, 1912

Seraphima Alexandrovna Astafieva (en russe : Серафима Александровна Астафьева), aussi traduit Seraphina ou Serafina Astafieva, née en 1876 à Saint-Pétersbourg et morte le 13 septembre 1934 à Londres, est une danseuse et professeure de ballet britannique d'origine russe,.
Elle est connue comme Princesse Seraphine Astafieva en Angleterre, alors qu'elle ne possède aucun titre de noblesse.

## Biographie

### Jeunesse et vie privée
Serafina  Astafieva est la fille d'Alexandre Astafiev et la petite-nièce de Léon Tolstoï.
En 1896, elle épouse le frère de Mathilde Kschessinska, le danseur Joseph Kshesinsky. Le couple a un fils, Vyacheslav, né en 1898. Apparemment[Selon qui ?], le couple divorce quelques années plus tard. Le second mariage de la ballerine est indiqué dans les mémoires de Kschessinska : « Sima avait épousé Konstantin Petrovitch Grevs (1880-1942), mais le mariage était malheureux et s'est terminé par un divorce ».

### Carrière
Certaines sources[Lesquelles ?] mentionnent que c'est Léon Tolstoï qui a conseillé d'envoyer Serafina Astafieva dans une école de ballet pour se remettre d'une maladie. Elle est formée à l'école du Théâtre Bolchoï Kamenny de Saint-Pétersbourg, et diplômée en 1895 de l'école impériale de ballet.
Serafina Astafieva est soliste du ballet du théâtre Mariinsky jusqu'en 1905. De 1909 à 1913, elle se produit dans les Ballets russes de Sergueï Diaghilev avec lesquels elle danse les rôles principaux de Cléopâtre, Shéhérazade et Le Dieu bleu. En 1912 et 1913, elle danse avec les Ballets russes à Monte-Carlo et au Châtelet.
Après avoir pris sa retraite, elle ouvre en 1916 la Russian Dancing Academy, dans The Pheasantry (en) sur King's Road à Chelsea,,. Ses élèves comprennent Anton Dolin, Margot Fonteyn, Alicia Markova, Marie Rambert, Hermione Darnborough, Madeleine Vyner et Joan Lawson.
Serafina  Astafieva meurt en 1934 à Londres. Elle est incinérée et ses cendres conservées au crématorium de Golders Green.

## Postérité

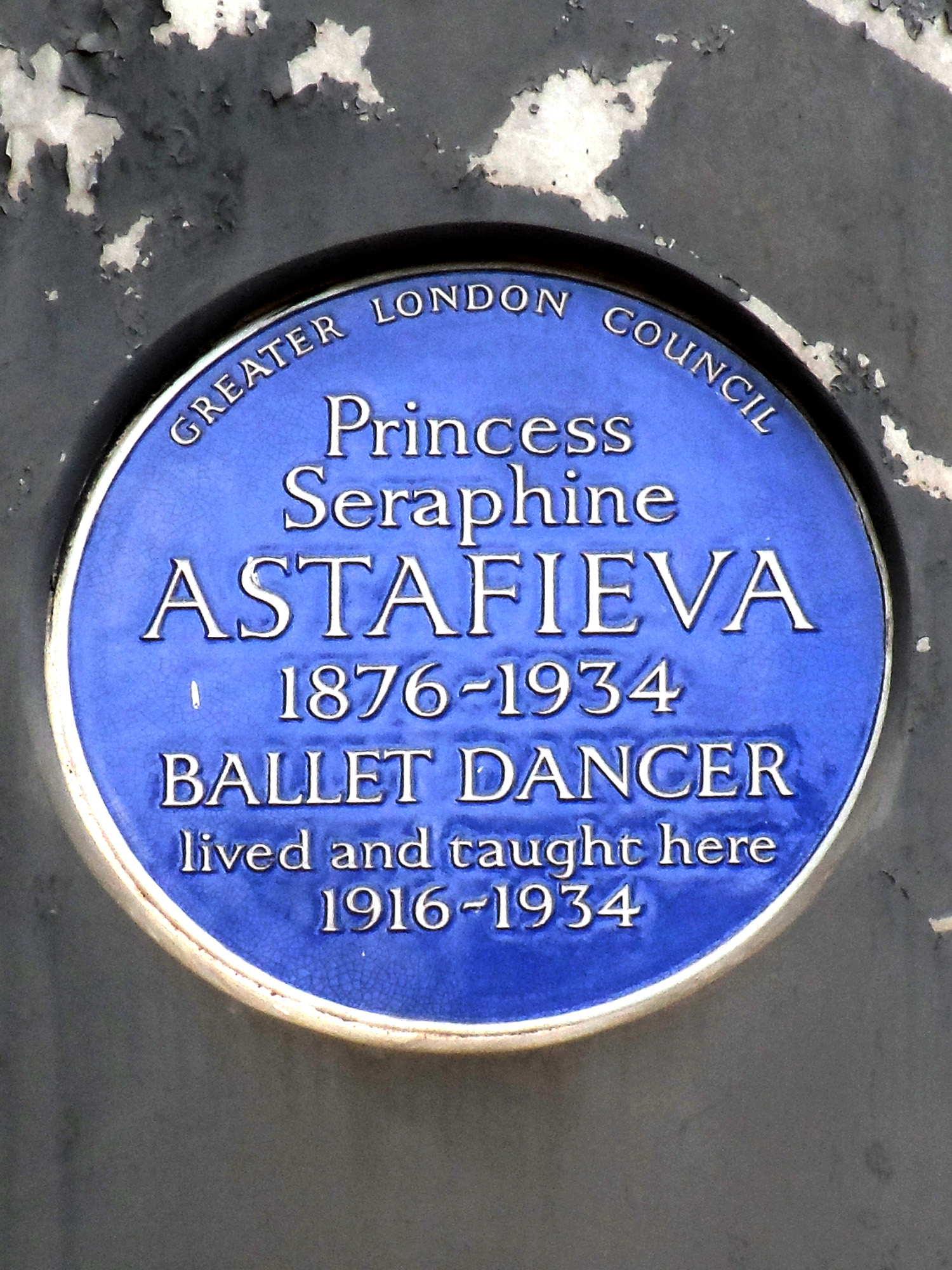
Princesse Serafina Astafieva 1876-1934 danseuse de ballet a vécu et enseigné ici 1916-1936

Serafina Astafieva aurait inspirée à T. S. Eliot. le personnage de Grishkin dans son poème Whispers of Immortality (en), paru en 1919.
Une plaque, dévoilée en 1968, au 152 King's Road à Chelsea, indique : « Princesse Serafina Astafieva 1876-1934 danseuse de ballet a vécu et enseigné ici 1916-1936 ».

### Iconographie
- Collection des plus beaux numéros de "Comoedia illustré" et des programmes consacrés aux ballets et galas russes depuis le début à Paris, 1909-1921, 1922 (lire en ligne).
- Serafina Astafieva and Her Cabaret, gouache de Carson Ellis, 2009, collection du Portland Community College (en)